# پارک ملی اوره آناریوکا
پارک ملی اوره آناریوکا (به لاتین: Øvre Anárjohka National Park) یک پارک ملی در نروژ است که در کاراشوک واقع شده‌است.

## جغرافیا
این پارک در سال ۱۹۷۶ افتتاح شد و ۱۴۰۴۰ کیلومتر مربع مساحت دارد. با پارک ملی لمنژوکی در فنلاند هم‌مرز است و شامل جنگل‌های توس، درختان کاج و دریاچه‌ها است.